# 森永ミルクチョコレート

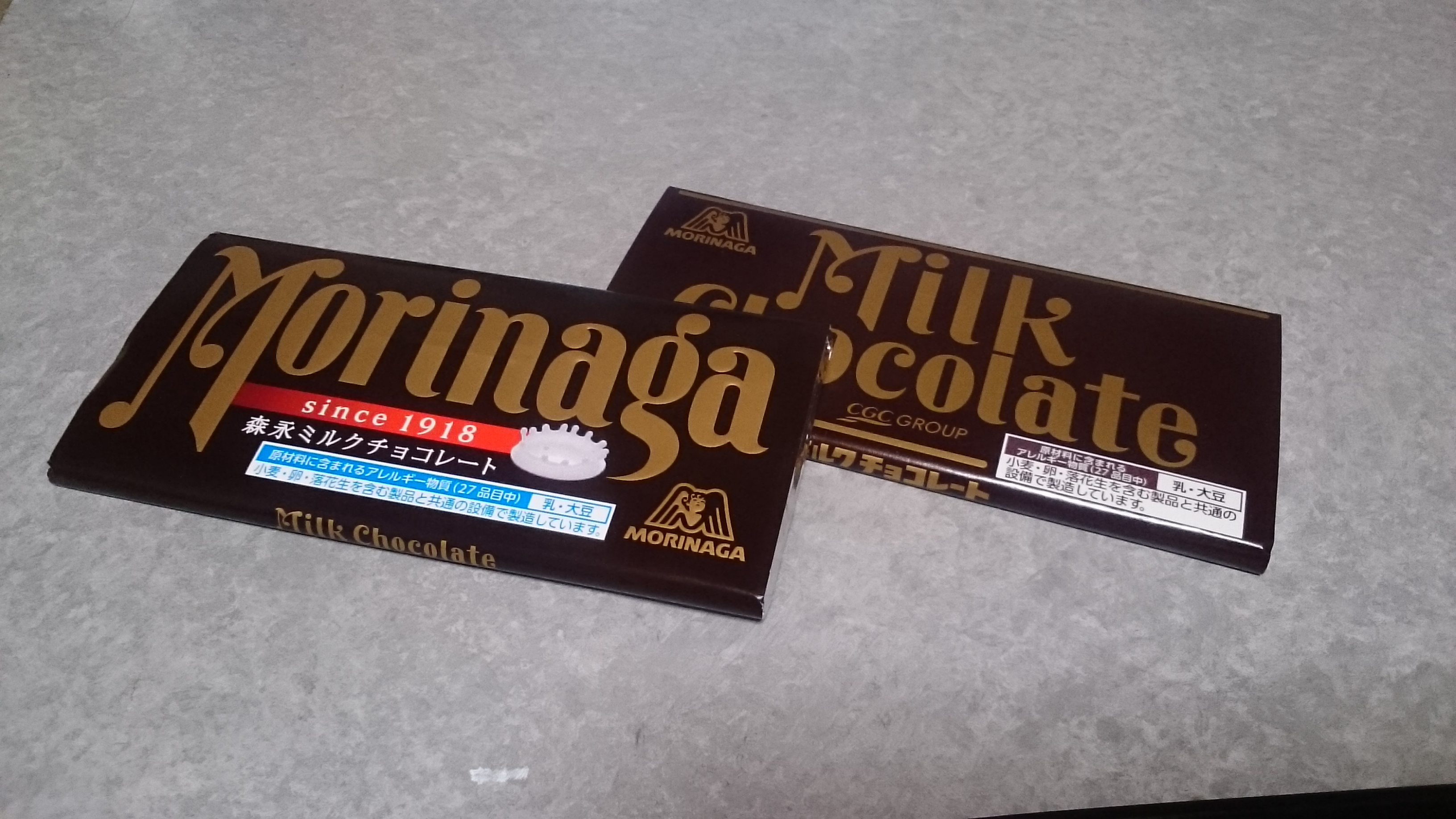
森永ミルクチョコレート（左）CGC・森永ミルクチョコレート（右）

森永ミルクチョコレート（もりながミルクチョコレート）は、森永製菓が販売しているチョコレートブランドの一つ。1918年（大正7年）から発売されているロングセラーである。

## 歴史
1918年（大正7年）当時最新の設備を輸入し、外国人技師を招いてカカオ豆からのチョコレートの一貫製造を開始。日本初のチョコレート一貫製造による国産ミルクチョコレートの発売である。

## ラインナップ
- 森永ミルクチョコレート
  - 森永ミルクチョコレート<1チョコ For 1スマイル>（フェアトレードチョコレート使用）
  - CGC・森永ミルクチョコレート（CGCグループ加盟店で購入できるミルクチョコレート）
- 森永ビターチョコレート
  - CGC・森永ビターチョコレート

## 競合製品
- ガーナミルク（ロッテ）
- 明治ミルクチョコレート（明治）